# Dillwynia
Dillwynia es un género de plantas con flores  perteneciente a la familia Fabaceae. Es originaria de Australia. Comprende 59 especies descritas y de estas, solo 22 aceptadas.

## Taxonomía
El género fue descrito por James Edward Smith y publicado en Annals of Botany 1: 510. 1805.

## Especies aceptadas
A continuación se brinda un listado de las especies del género Dillwynia aceptadas hasta agosto de 2014, ordenadas alfabéticamente. Para cada una se indica el nombre binomial seguido del autor, abreviado según las convenciones y usos.	
- Dillwynia acerosa
- Dillwynia acicularis
- Dillwynia brunioides
- Dillwynia cinerascens
- Dillwynia dillwynioides
- Dillwynia divaricata
- Dillwynia floribunda
- Dillwynia glaberrima
- Dillwynia hispida
- Dillwynia juniperina
- Dillwynia laxiflora
- Dillwynia oreodoxa
- Dillwynia parvifolia
- Dillwynia phylicoides
- Dillwynia prostrata
- Dillwynia pungens
- Dillwynia ramosissima
- Dillwynia retorta
- Dillwynia rupestris
- Dillwynia sericea
- Dillwynia stipulifera
- Dillwynia tenuifolia
- Dillwynia uncinata